# Weidach (Oberstdorf)
Weidach (mundartlich: Wêidach) ist ein Gemeindeteil der Marktgemeinde Oberstdorf im bayerisch-schwäbischen Landkreis Oberallgäu.

## Geographie
Das Dorf liegt circa 2,5 Kilometer westlich von Oberstdorf. Südlich der Ortschaft fließt die Breitach.

## Ortsname
Der Ortsname bedeutet entweder Siedlung am Weidenwald oder Siedlung an der Viehweide.

## Geschichte
Weidach wurde erstmals urkundlich im Jahr 1487 mit Acker vor dem Wydach (Widach) erwähnt. Im Jahr 1875 wird Weidach erstmals als Siedlung – zusammen mit dem Ort Viehweide – mit drei Gebäuden und 14 Einwohnern genannt.

## Baudenkmäler
Siehe: Liste der Baudenkmäler in Weidach